# Linyphia petrunkevitchi
Linyphia petrunkevitchi är en spindelart som beskrevs av Roewer 1942. Linyphia petrunkevitchi ingår i släktet Linyphia och familjen täckvävarspindlar.
Artens utbredningsområde är Guatemala. Inga underarter finns listade i Catalogue of Life.